# Gaiman

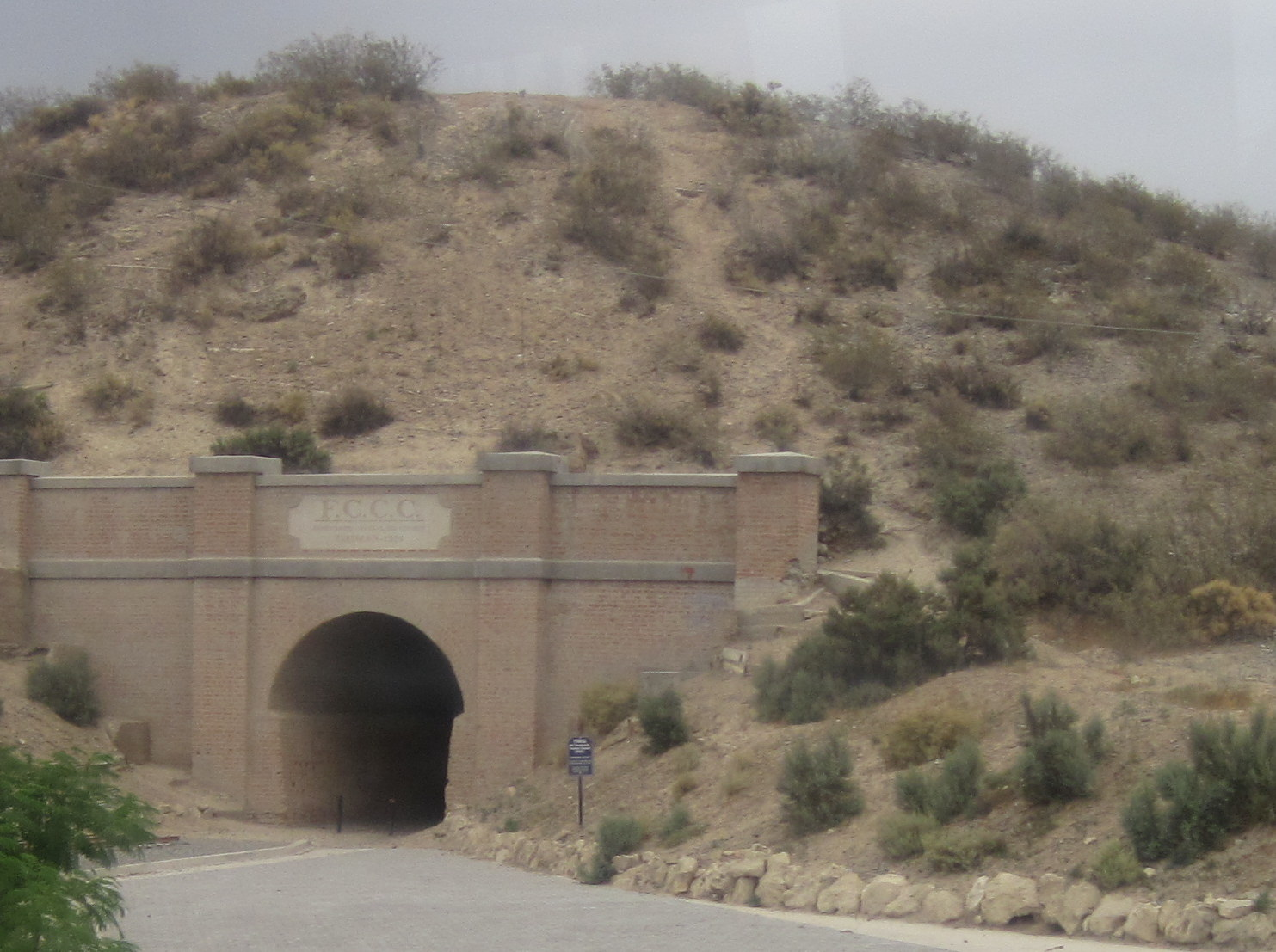
Nedlagd järnvägstunnel i Gaiman

Gaiman är en stad i Chubut i Argentina. Staden har omkring 6 000 invånare och ligger nära Chubutfloden, omkring 15 km väster om Trelew. Gaiman är ett centrum i området som på kymriska kallas för Y Wladfa, och är den plats i Argentina där de flesta argentinare med förfäder från Wales bor. Staden grundades 1874 av kymriska kolonisatörer och sedan 1960-talet har intresset för det kymriska arvet ökat. I dag finns till exempel en eisteddfod i staden och även kymriska tehus.